# Međunarodna zračna luka Carrasco
Međunarodna zračna luka Carrasco/General Cesáreo L. Berisso (IATA: MVD, ICAO: SUMU; špa. Aeropuerto Internacional de Carrasco/General Cesáreo L. Berisso), je zračna luka u Urugvaju koja opslužuje Montevideo. To je ujedno i najveća zračna luka u zemlji. Nalazi se oko 19 km od središta Montevidea. 

## Povijest
Izvorni putnički terminal, koji je sada robni terminal, otvoren je 1947. godine. Godine 2003. urugvajska vlast prenijela je administraciju, upravljanje i održavanje zračne luke na privatnu investicijsku grupi Puerta del Sur SA.
Dana 3. veljače 2007. godine, počela je gradnja na novom i modernom terminalu koji se nalazio paralelno pisti 24/6. Novi terminal, dizajnirao je urugvajski arhitekt Rafael Vinoly. Novi terminal otvoren je 5. listopada 2009. godine. Britanski avijatički časopis »Frontier«, novi terminal proglasio je jednim od najljepših na svijetu, a luku jednom od najboljih na svijetu. Pista 24/6 je ojačana i produljena do 3.200 metara (10,499 ft). Pista 19/1 je produljena do 2250 metara (7,382 stopa). Danas je pista 10/28 trajno zatvorena.
Do danas su zabilježene tri zrakoplovne nesreće vezane uz ovu zračnu luku.

## Vanjske poveznice
- Službena stranica (šp.)